# Johan Ulfvens
Johan Martin Ulfvens, född 7 augusti 1955 i Helsingfors, är en finländsk författare och journalist. Han är son till Levi Ulfvens.
Ulfvens var chefredaktör för den av miljöorganisationen Natur och Miljö utgivna tidskriften Finlands Natur 1981–1992. Ulfvens, som även blev filosofie doktor 1988, är en av de främsta naturskildrarna i finlandssvensk litteratur. Han förenar impressionistiska intryck med kulturhistoriska utblickar i förebilden Gunnar Brusewitz anda. Med avstamp i det österbottniska kustlandskapet gör Ulfvens vida utflykter i tid och rum. Vårens fågelvindar (1975), Mellan slätt och hav (1986) och Rekord i smultron (1991) är höjdpunkter i hans berättande prosa, men han har också gett ut dagsaktuella miljöpamfletter som Naturfredning (1982) och Kris i skogen (1985). Han är även en skicklig fotograf med flera egna utställningar. 